# Aplao
Aplao es una ciudad peruana, capital del distrito homónimo y de la provincia de Castilla, en el departamento de Arequipa. Según el censo de 2005, tenía 4747 hab.

## Clima
| Parámetros climáticos promedio de Aplao | Parámetros climáticos promedio de Aplao | Parámetros climáticos promedio de Aplao | Parámetros climáticos promedio de Aplao | Parámetros climáticos promedio de Aplao | Parámetros climáticos promedio de Aplao | Parámetros climáticos promedio de Aplao | Parámetros climáticos promedio de Aplao | Parámetros climáticos promedio de Aplao | Parámetros climáticos promedio de Aplao | Parámetros climáticos promedio de Aplao | Parámetros climáticos promedio de Aplao | Parámetros climáticos promedio de Aplao | Parámetros climáticos promedio de Aplao |
| Mes                                     | Ene.                                    | Feb.                                    | Mar.                                    | Abr.                                    | May.                                    | Jun.                                    | Jul.                                    | Ago.                                    | Sep.                                    | Oct.                                    | Nov.                                    | Dic.                                    | Anual                                   |
| --------------------------------------- | --------------------------------------- | --------------------------------------- | --------------------------------------- | --------------------------------------- | --------------------------------------- | --------------------------------------- | --------------------------------------- | --------------------------------------- | --------------------------------------- | --------------------------------------- | --------------------------------------- | --------------------------------------- | --------------------------------------- |
| Temp. máx. media (°C)                   | 27.2                                    | 27.5                                    | 27.2                                    | 26.2                                    | 25.3                                    | 23.9                                    | 23.6                                    | 23.7                                    | 24.3                                    | 25.5                                    | 26.2                                    | 26.6                                    | 25.6                                    |
| Temp. media (°C)                        | 22                                      | 22.2                                    | 21.9                                    | 20.8                                    | 19.9                                    | 18.4                                    | 18.2                                    | 18.1                                    | 18.8                                    | 19.9                                    | 20.6                                    | 21.2                                    | 20.2                                    |
| Temp. mín. media (°C)                   | 16.8                                    | 17                                      | 16.6                                    | 15.5                                    | 14.6                                    | 13                                      | 12.8                                    | 12.6                                    | 13.3                                    | 14.3                                    | 15                                      | 15.8                                    | 14.8                                    |
| Fuente: climate-data.org                |                                         |                                         |                                         |                                         |                                         |                                         |                                         |                                         |                                         |                                         |                                         |                                         |                                         |